# 埃爾巴鎮區 (明尼蘇達州威諾納縣)
埃爾巴鎮區（英語：Elba Township）是位於美國明尼蘇達州威諾納縣的一個行政鎮區。

## 歷史
埃爾巴鎮區於1858年設立，得名自意大利的厄尔巴岛。

## 地方資料
埃爾巴鎮區的面積為86.46平方千米，當中陸地面積為86.45平方千米，而水域面積為0.01平方千米。根據2020年美國人口普查的數據，當地共有人口328人，而人口密度為每平方千米3.79人。